# بلاگویه پاونوویچ
بلاگویه پاونوویچ (انگلیسی: Blagoje Paunović؛ ۴ ژوئن ۱۹۴۷ – ۸ دسامبر ۲۰۱۴) بازیکن فوتبال اهل یوگسلاوی بود.
از باشگاه‌هایی که در آن بازی کرده‌است می‌توان به باشگاه فوتبال اوترخت و باشگاه فوتبال پارتیزان اشاره کرد.
وی همچنین در تیم ملی فوتبال یوگسلاوی بازی کرده‌است.
وی در مسابقات کشوری و بین‌المللی در مجموع برندهٔ ۱ مدال نقره شده‌است.